# سوئیکا
سوئیکا (به ژاپنی: Suica) (به انگلیسی: Suica) یک نوع کارت هوشمند در ژاپن است که برای پرداخت بهای بلیط قطار یا اتوبوس مورد استفاده قرار می‌گیرد. سرویس‌دهی شرکت سوئیکا از سال ۲۰۰۱ میلادی آغاز شده‌است.
از این کارت می‌توان در کانتو و همچنین ایستگاه‌های قطار شرکت راه‌آهن شرق ژاپن تا نزدیکی سِندای و استان نیگاتا استفاده کرد.

## طرز خرید و استفاده از سوئیکا
این کارت را می‌توان از طریق دستگاه‌های خودکارِ فروش بلیط در بیشتر ایستگاه‌های قطار توکیو تهیه و خریداری کرد. هزینهٔ صدور کارتِ پاسمو ۵۰۰ ین است و شامل شش قیمت مختلف بین هزار تا ده‌هزار ین ژاپن می‌باشد. یکی از رقم‌های زیر را می‌توان برای پرداخت پول انتخاب کرد:
- 1,000円、2,000円、3,000円、4,000円、5,000円、10,000円

با قراردادن این کارت بر روی دستگاه‌های خودکارِ کنترل بلیط قطار و اتوبوس، به‌طور خودکار هزینهٔ بلیط پرداخت می‌شود.

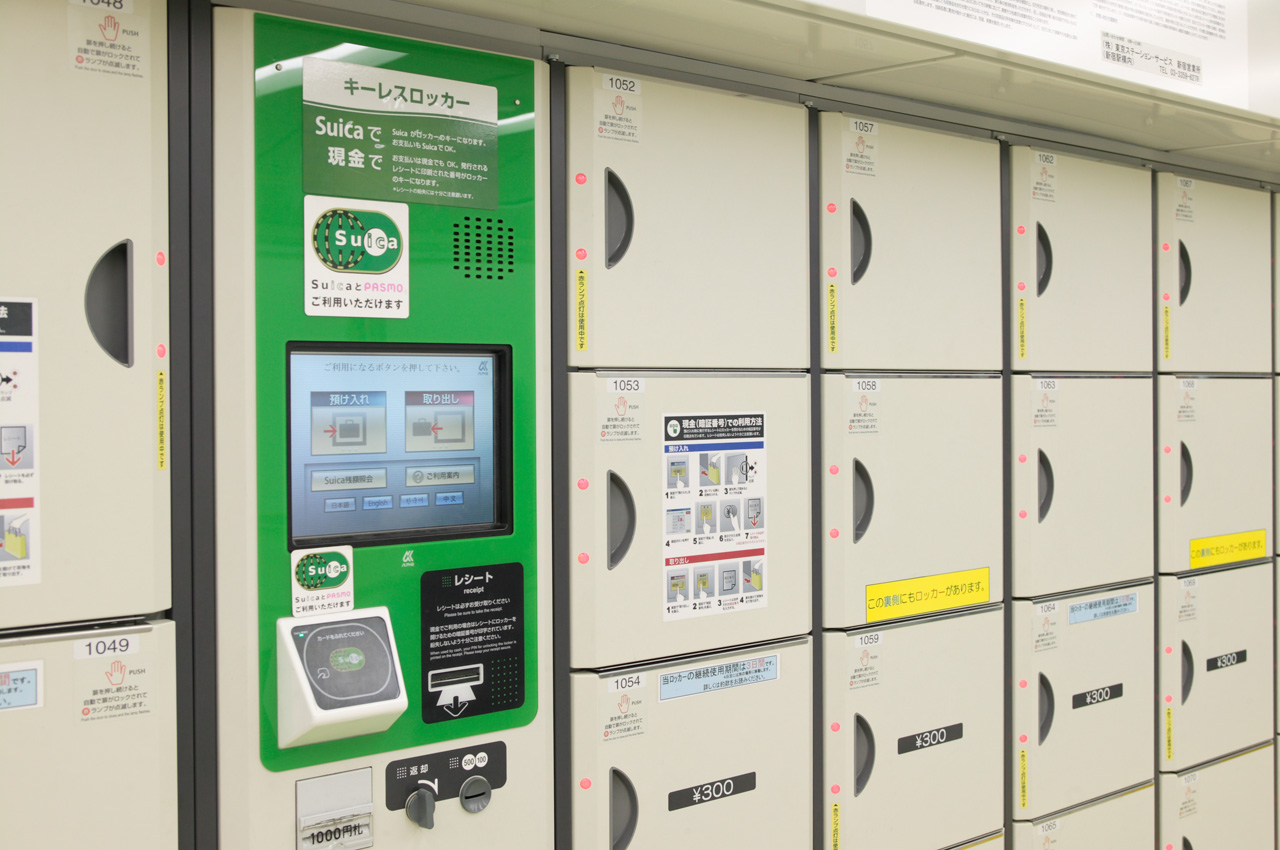
دستگاه خودکار خرید کارت سوئیکا و پاسمو
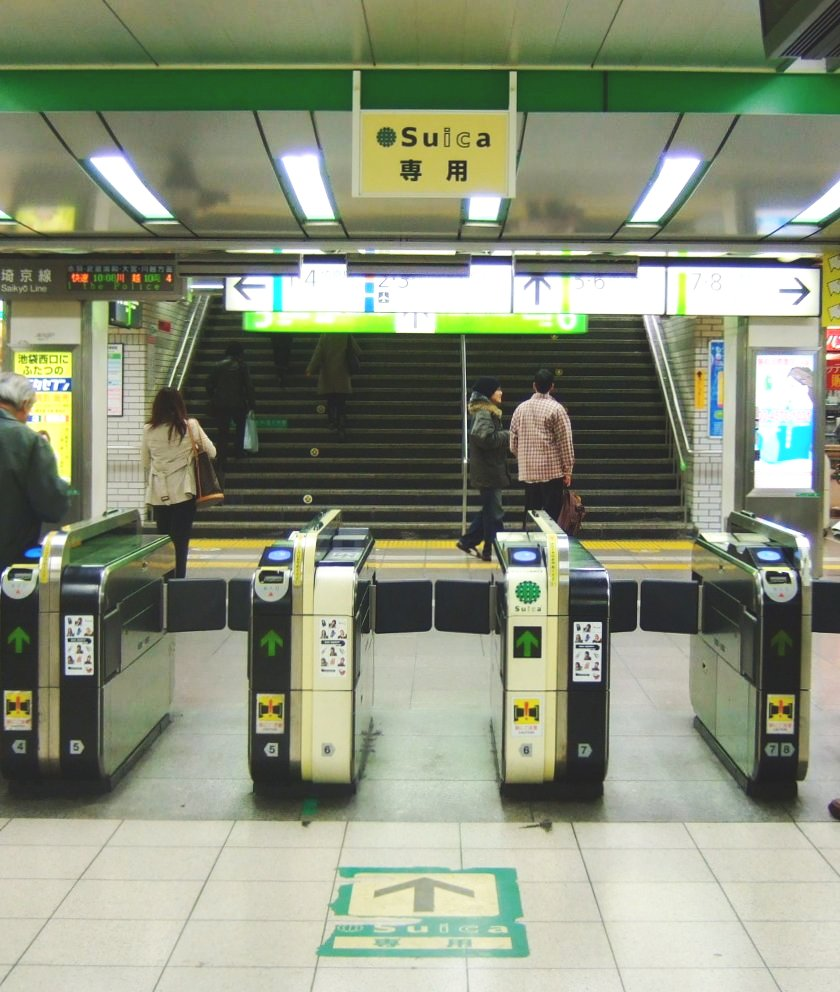
دستگاه‌های خودکارِ کنترل بلیط قطار